# Elis Sallberg
Elis Gustaf Pontus Sallberg, född den 29 mars 1842 i Gärdserums socken, Kalmar län, död den 17 oktober 1918 i Stockholm, var en svensk militär. 
Sallberg blev underlöjtnant vid fortifikationen, som då benämndes ingenjörkåren, 1860, löjtnant där 1868, kapten 1871 och major 1887. Han var chef för Svea ingenjörbataljon 1897–1900. Sallberg befordrades till överstelöjtnant i fortifikationen 1897 och övergick som sådan till fortifikationens reserv, som han tillhörde 1900–1910. Han blev riddare av Svärdsorden 1880.